# Rüdersdorf bei Berlin
Rüdersdorf bei Berlin – gmina w Niemczech w kraju związkowym Brandenburgia, w powiecie Märkisch-Oderland, leży w pobliżu Berlina. Połączona jest z Berlinem linią tramwajową nr 88.
Przez gminę przebiega droga krajowa nr 1.

## Podział administracyjny
- Rüdersdorf bei Berlin wraz z Alt-Rüdersdorf, Berghof, Grüne Linde, Kalkberge i Tasdorf
- Hennickendorf
- Herzfelde
- Lichtenow

## Demografia
Wykres zmian populacji Rüdersdorf w granicach z 2020 r. od 1875 r.:

## Współpraca
- Hemmoor, Dolna Saksonia
- Luboń, Polska
- Neuburg am Rhein, Nadrenia-Palatynat – kontakty utrzymuje dzielnica Hennickendorf
- Pierrefitte-sur-Seine, Francja

## Osoby urodzone w Rüdersdorf bei Berlin
- Giacomo Meyerbeer – kompozytor operowy, twórca romantycznego stylu wielkiej opery francuskiej (grand opéra)
- Andreas Thom – piłkarz

## Zdjęcia

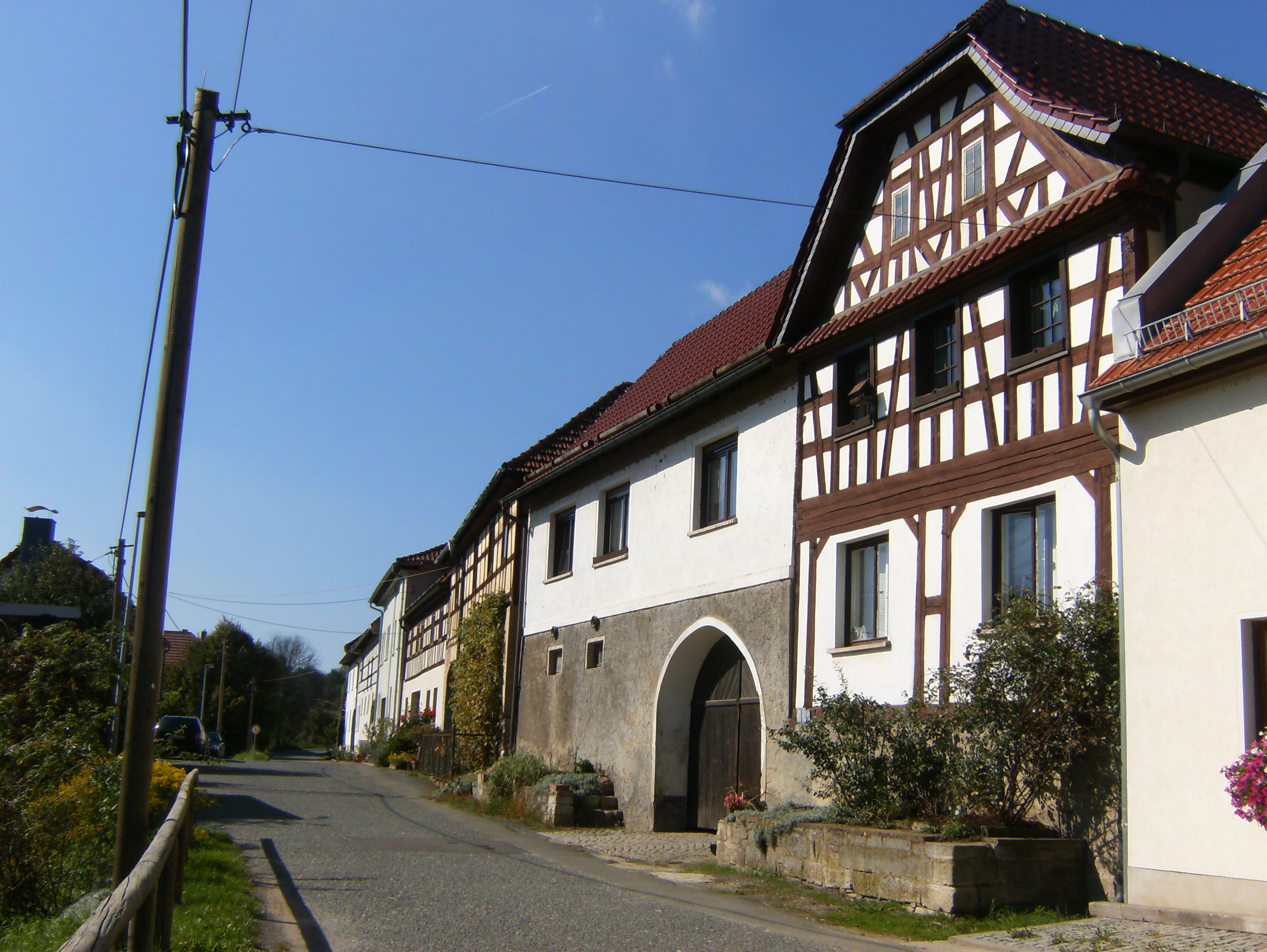
Droga
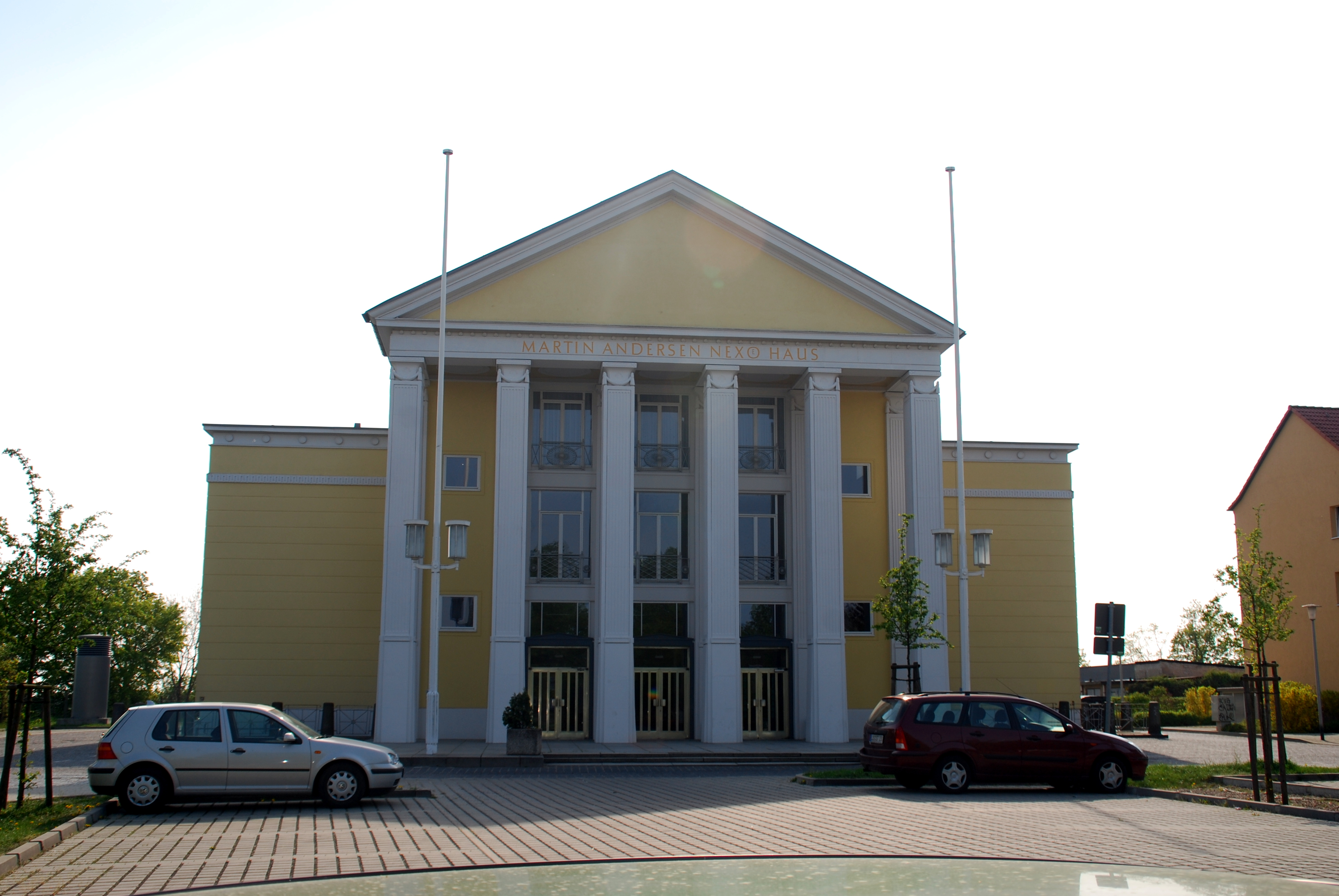
Dom Kultury
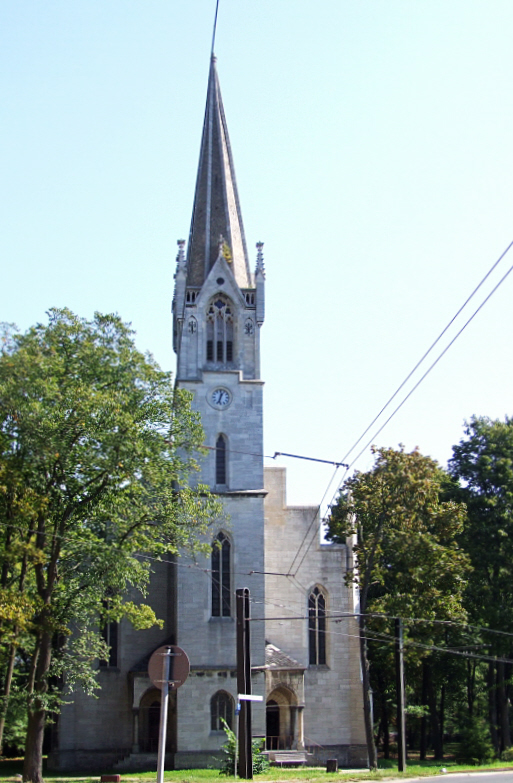
Kościół, zaprojektowany przez Friedricha Augusta Stülera
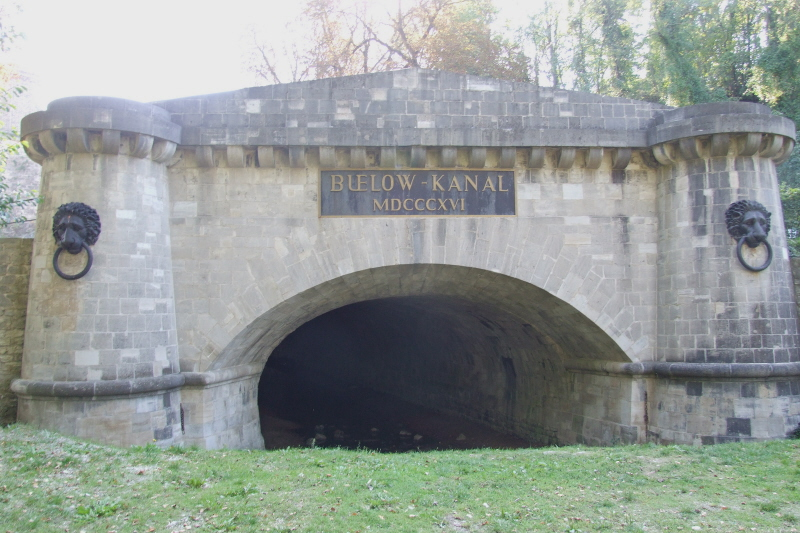
Bülowkanal (Kanał, 1806)
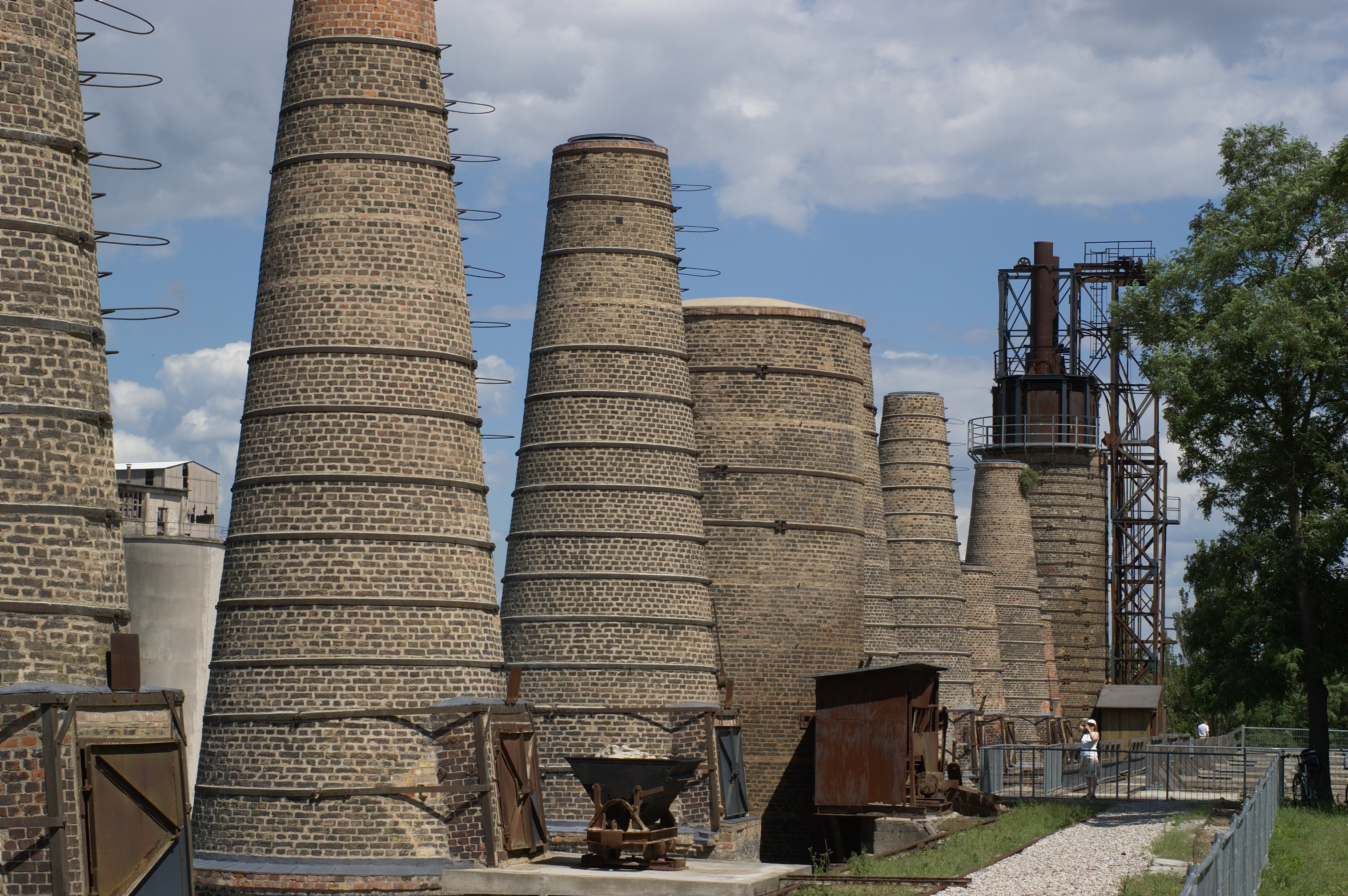
Piece szybowe
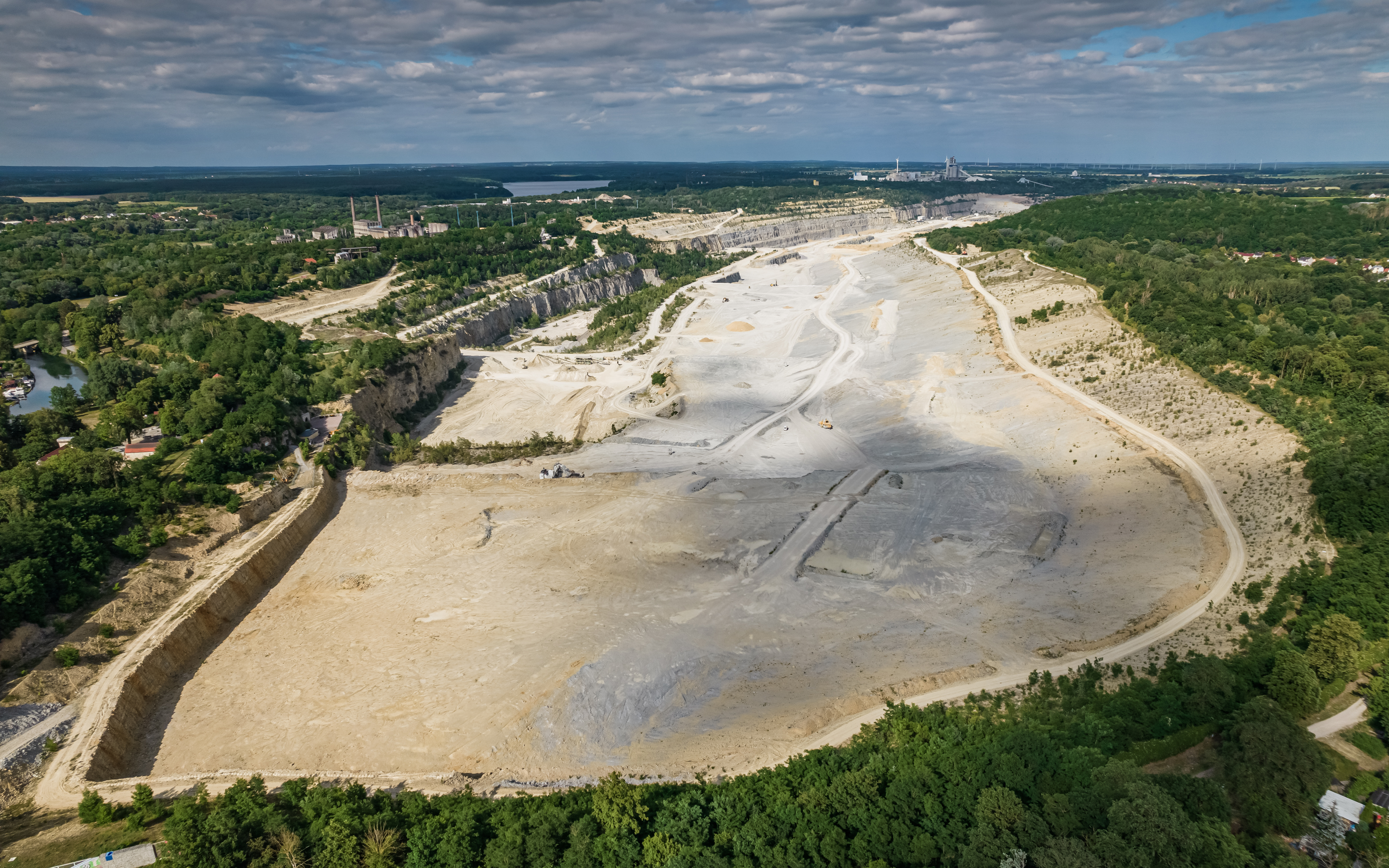
Kamieniołom wapienia